# Кинчеш, Михай
Миха́й Кинчеш (венг. Kincses Mihály; 1 сентября или 11 сентября 1917, по другим данным, 8 апреля 1918, Будапешт — 5 октября 1979), настоящая фамилия Кирнбауэр (венг. Kirnbauer) — венгерский футболист, нападающий.

## Карьера
Михай Кинчеш начал карьеру в молодёжном составе клуба «Кёбанья» в 1930 году. Спустя 4 года он перешёл в «Драше», а затем в «Кишпешти Текстилдьяр», команде текстильной фабрики. В 1938 году Кинчеш стал игроком клуба «Кишпешт», с которым в первый же сезон занял 4 место, но это стало самым большим достижением футболиста за клуб. В 1941 году Михай стал игроком «Техерфувар Мункаш». И с этой командой высшим достижением футболиста стало 4 место в сезонах 1942/1943, 1943/1944, 1944. В тот же период Кинчеш выступал в составе сборной Венгрии, за которую дебютировал 8 июня 1939 года в матче с Италией, а последний матч провёл 16 ноября 1941 года со Швейцарией. Всего за национальную команду он провел 17 матчей и забил 2 гола.
В 1946 году Кинчеш, вместе с соотечественником Шандором Олайкаром, перешёл в итальянскую «Аталанту», где дебютировал 24 ноября в матче с «Дженоа» (1:0). 2 февраля 1947 года он забил первый гол за клуб, принёсший победу над «Брешией» (2:0). Всего в первом сезоне в Италии форвард провёл 21 матч в которых забил 9 голов, став вторым бомбардиром команды после Арнальдо Сальви, но тот забил 10 голов за 36 игр. После этого успеха Михай был приглашён в одного из лидеров итальянского футбола, клуб «Ювентус». Он дебютировал в составе команды 14 сентября 1948 года в матче с «Алессандрией» (3:1). 12 октября 1947 года форвард забил первый гол за клуб, поразив ворота «Интера» (2:4). Всего за год он провёл 24 матча и забил 5 голов. В клубе его использовали на правом фланге нападения, однако он не демонстрировал того стиля игры, для которого его брали в клуб: «Старая Синьора» видела его бомбардиром, но сам Кинчеш был скорее подыгрывающим. Ещё одной из причин неудачной игры называется то, что Михай в какой-то момент стал единственным иностранцем команды, после того как из неё неожиданно сбежал Ян Арпаш.
Из «Ювентуса» Кинчеш перешёл в «Бари», где уже играли его соотечественники Михай Вёрёш и Янош Хротко. За этот клуб Кинчеш забил 5 голов в 32 матчах. Следующим летом форвард перешёл в «Луккезе». И в первый же сезон в клубе Михай забил 19 голов, один из которых на 89 минуте гостевой встречи со своим бывшим клубом «Ювентусом», который принёс победу его команде, а также хет-трик против другого бывшего клуба, «Аталанты». В следующем сезоне Кинчеш забил лишь 5 голов, четыре из которых в одном матче, 27 мая 1951 года с «Аталантой». В последнем сезоне в «Луккезе» форвард провёл лишь 10 матчей и забил 1 гол, 8 июня 1952 года в ворота «Комо». Затем Кинчеш играл два сезона в «Салернитане» в серии В, а завершил карьеру играющим тренером клуба «Кавезе». Затем он тренировал несколько итальянских команд, а также работал с молодёжными составами «Аталанты» и СПАЛ.

## Международная статистика
| Матчи Михая Кинчеша за сборную Венгрии | Матчи Михая Кинчеша за сборную Венгрии | Матчи Михая Кинчеша за сборную Венгрии | Матчи Михая Кинчеша за сборную Венгрии | Матчи Михая Кинчеша за сборную Венгрии | Матчи Михая Кинчеша за сборную Венгрии | Матчи Михая Кинчеша за сборную Венгрии |
| -------------------------------------- | -------------------------------------- | -------------------------------------- | -------------------------------------- | -------------------------------------- | -------------------------------------- | -------------------------------------- |
| №                                      | Дата                                   | Место проведения                       | Оппонент                               | Счёт                                   | Голы                                   | Турнир                                 |
| 1                                      | 8 июня 1939                            | Будапешт                               | Италия                                 | 1:3                                    | —                                      | Товарищеский матч                      |
| 2                                      | 24 сентября 1939                       | Будапешт                               | Германия                               | 5:1                                    | 1                                      | Товарищеский матч                      |
| 3                                      | 22 октября 1939                        | Бухарест                               | Румыния                                | 1:1                                    | —                                      | Товарищеский матч                      |
| 4                                      | 12 ноября 1939                         | Белград                                | Югославия                              | 0:2                                    | —                                      | Товарищеский матч                      |
| 5                                      | 31 марта 1940                          | Будапешт                               | Швейцария                              | 3:0                                    | —                                      | Товарищеский матч                      |
| 6                                      | 7 апреля 1940                          | Берлин                                 | Германия                               | 2:2                                    | —                                      | Товарищеский матч                      |
| 7                                      | 5 мая 1940                             | Будапешт                               | Хорватия                               | 1:0                                    | —                                      | Товарищеский матч                      |
| 8                                      | 19 мая 1940                            | Будапешт                               | Румыния                                | 2:0                                    | —                                      | Товарищеский матч                      |
| 9                                      | 19 мая 1940                            | Будапешт                               | Румыния                                | 2:0                                    | —                                      | Товарищеский матч                      |
| 10                                     | 29 сентября 1940                       | Будапешт                               | Югославия                              | 0:0                                    | —                                      | Товарищеский матч                      |
| 11                                     | 6 октября 1940                         | Будапешт                               | Германия                               | 2:2                                    | 1                                      | Товарищеский матч                      |
| 12                                     | 1 декабря 1940                         | Генуя                                  | Италия                                 | 1:1                                    | —                                      | Товарищеский матч                      |
| 13                                     | 8 декабря 1940                         | Загреб                                 | Хорватия                               | 1:1                                    | —                                      | Товарищеский матч                      |
| 14                                     | 23 марта 1941                          | Белград                                | Югославия                              | 1:1                                    | —                                      | Товарищеский матч                      |
| 15                                     | 16 ноября 1941                         | Цюрих                                  | Швейцария                              | 2:1                                    | —                                      | Товарищеский матч                      |
| 16                                     | 3 мая 1942                             | Будапешт                               | Германия                               | 3:5                                    | —                                      | Товарищеский матч                      |
| 17                                     | 16 ноября 1941                         | Женева                                 | Швейцария                              | 3:1                                    | —                                      | Товарищеский матч                      |

## Статистика
- Профиль на mla.hu
- Профиль на valogatott.mlsz.hu